# Ed Woodward
Edward Gareth Woodward (Chelmsford, 1971. november 9. –) angol könyvelő, befektető bankár, a Manchester United FC ügyvezető alelnöke és vezérigazgatója, aki a csapat mindennapi működésével foglalkozik. 2021 végén el fogja hagyni pozícióját.

## Korai évek
Edward Gareth Woodward 1971. november 9-én született Chelmsfordban. 1983 és 1989 között a brentwoodi (Essex) Brentwood School tanulója volt, majd fizikát tanult a Bristoli Egyetemen, 1993-ig. 1996-ban szerezte meg könyvelői végzettségét.

## Karrier
Woodward 1993-ban kezdett el a PricewaterhouseCoopersnél dolgozni az adózási és könyvelői osztályon, mielőtt csatlakozott a J.P. Morgan & Co.-hoz, befektetési bankárként, 1999-ben.
2005-ben Woodward Malcolm Glazer és a Glazer-család tanácsadója volt, mikor azok megvásárolták a Manchester Unitedet. A család ezt követően felvette a könyvelőt a pénzügyi tervező pozícióra.
2007-ben átvette a Manchester United kereskedelmi és média osztályait. Fő szerepe volt szponzorációk megszerzése világszerte. 2005-ben a csapat kereskedelmi bevétele 48.7 millió font volt, míg 2020-ra ez a szám már 345.13 millión állt.
Woodwardot 2012-ben kinevezték az igazgatók tanácsába és a Manchester United ügyvezető alelnöke lett. David Gill vezérigazgató 2013-as visszavonulását követően pedig átvette ezt a pozíciót is. A kereskedelmi menedzseri pozícióban Richard Arnold követte.
2016 augusztusában Woodward nagy szerepet játszott Paul Pogba világrekordot jelentő átigazolásában, 105 millió euróért.
2021. április 20-án Woodward bejelentette, hogy az év végén le fog mondani pozíciójáról, mint a Manchester United ügyvezető alelnöke, miután a csapat részese volt az Európai Szuperliga sikertelen létrehozásának. Woodward a hírek szerint kulcsfontosságú volt a tervek létrehozásában, az első pillanattól kezdve. A szezon végére alatta szenvedte a csapat a leghosszabb trófeamentes időszakát az 1980-as évek óta, amely négy év.

## Kritikák
Woodwardot kinevezése óta érték negatív kritikák a Manchester United ügyvezetőjeként.
Woodward első átigazolási időszaka 2013 nyara volt, mikor a csapat a belga Marouane Fellaini leigazolásán kívül az Evertonból, nem tudott egyetlen másik játékost se megszerezni. A The Daily Telegraph a teljesítményt katasztrofálisnak nevezte, rajongók a vezérigazgató eltávolítását követelték.
2014 júliusában Louis van Gaal, a Manchester United frissen kinevezett edzője azt mondta, hogy a csapat kereskedelmi aktivitásai rossz hatással lehetnek a teljesítményre a pályán és remélte, hogy egyensúlyt tudnak tenni a kettő közé.
A 2018-as nyári átigazolási időszakot követően megjelentek hírek, hogy Woodward José Mourinho több átigazolási kérését is megvétózta a 2017–2018-as szezon végén. Ennek következtében feszültség alakult ki a csapatban, Mourinho és a rajongók is nyíltan kritizálták a vezérigazgatót a csapat minimális fejlesztéséért.
2020 januárjában Manchester United rajongók megtámadták Woodward Cheshire-i házát, azt ismételgetve, hogy meg fog halni.
A United hazai mérkőzésein gyakran lehet hallani, ahogy a rajongók követelik Woodward és a Glazer-család távozását. Egy Liverpool elleni bajnoki mérkőzésen a szurkolók betörtek az Old Trafford stadionba, hogy kifejezzék nemtetszésüket.

## Magánélet
FIatal korában az amatőr Chelmsford City szurkolója volt. Apja a Derby County és a Manchester United rajongója volt és jelen volt, mikor az utóbbi megnyerte az 1968-as bajnokcsapatok Európa-kupája-döntőt a Wembley Stadionban az SL Benfica ellen.